# Bromölla station

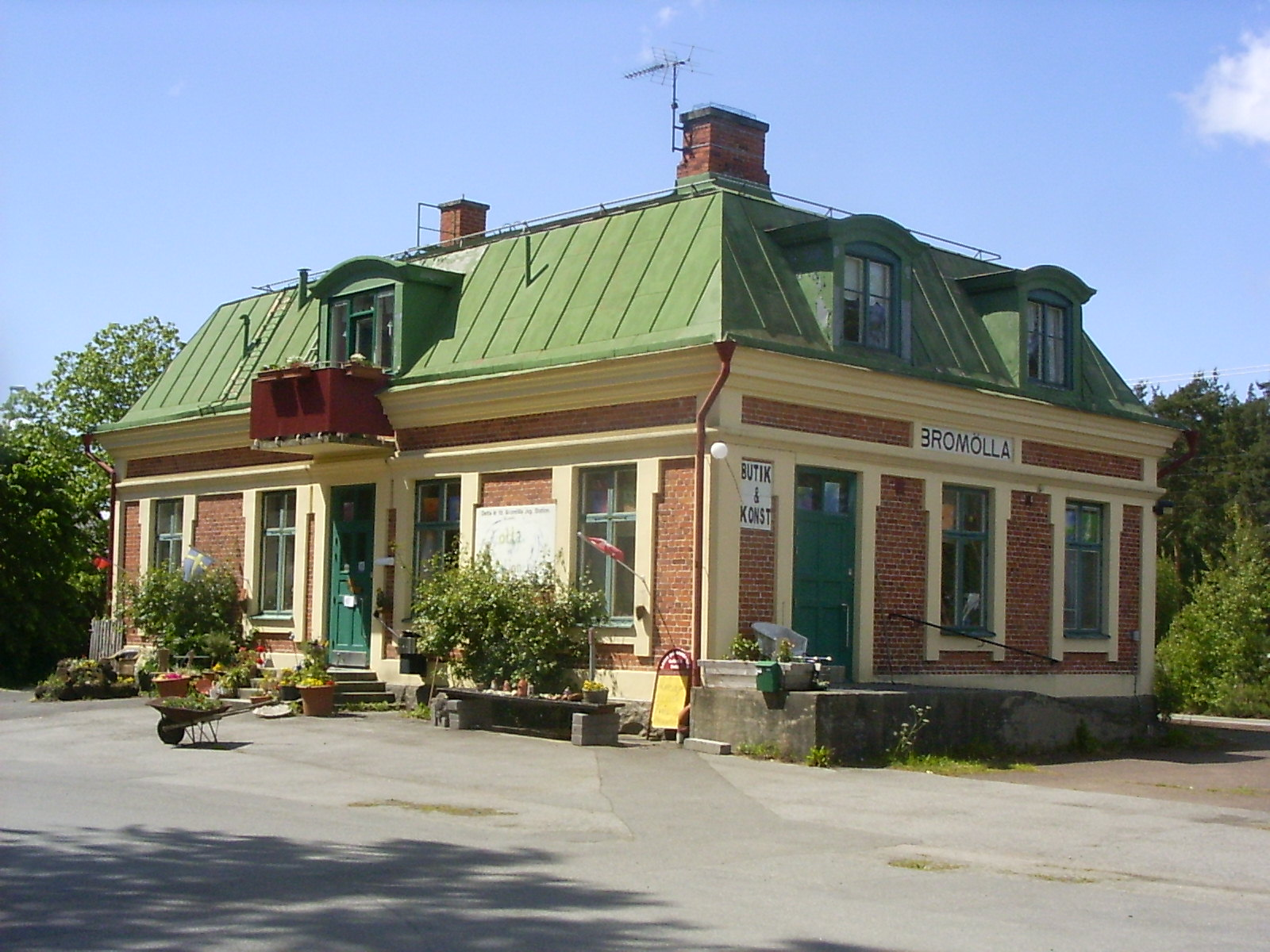
Bromöllas näst äldsta stationshus, byggt 1908 och invigt 1909.

Bromölla station är Bromöllas järnvägsstation och ligger öster om Skräbeån. Ursprungligen låg stationen väster om Skräbeån.
Stationen trafikeras av Öresundståg mellan Köpenhamn och Karlskrona samt Pågatågen mellan Kristianstad och Karlshamn.

## Historia
Bromöllas första station öppnades i samband med trafikstarten på den smalspåriga Sölvesborg-Kristianstad järnväg (SCJ) den 8 augusti 1874. På privat initiativ byggdes år 1875 ett industrispår från stationen till Bromölla hamn vid Ivösjön. Efter hand utökades trafiken och blev med tiden för liten och efter att ha använts som station i 37 år invigdes en ny station år 1909 (började byggas 1908), som även den kom att hamna väster om Skräbeån.
Under 1950-talet breddades järnvägen och förslag kom om att flytta hela eller delar av stationen öster om Skräbeån. Dock blev det inte av och stationen fick alltså ligga kvar väster om ån. Våren 1998 startades ett omfattande arbete med att rusta upp stationen i Bromölla och samtidigt flyttades personbangården till öster om ån där det sedan 1972 finns ett industrispår till Nymölla pappersbruk. Ett nytt stationshus samt två plattformar uppfördes. Den 26 april 1999 stannade det första kustpilentåget vid den nya stationen, som sedan 1991 hade trafikerat banan. Invigningen skedde dock först den 1 juni samma år, i kunglig närvaro. I samband med upprustningen passade man även på att införa fjärrblockering på sträckan (Hässleholm-)Kristianstad-Sölvesborg, vilken senare utökades till Karlskrona.
Mellan åren 2005 och 2007 elektrifierades Blekinge kustbana. Under dessa arbeten som tog två år att utföra, var all persontrafik inställd och ersatt med buss.

## Trafik
Eftersom stationen har anslutning till industrispåret mot Nymölla förekommer det viss godstrafik. Trafiken domineras dock av persontrafiken Köpenhamn-Karlskrona som trafikeras med Öresundståg sedan juni 2007 samt Pågatågen Kristianstad-Karlshamn.